# Phillip Allen Sharp
Phillip Allen Sharp (Falmouth, 6 juni 1944) is een Amerikaans geneticus en moleculair bioloog. Hij won in 1993 samen met Richard J. Roberts de Nobelprijs voor de Fysiologie of Geneeskunde vanwege hun ontdekking van introns in eukaryotisch DNA en het mechanisme van gensplitsing.

## Biografie
Sharp is de zoon van Joseph Walter en Katherin Colvin Sharp. Hij genoot zijn middelbareschoolopleiding aan het Pendleton High School die hij in 1962 afrondde. Aansluitend studeerde hij aan het Union College van Kentucky, alwaar hij zich vooral bezighield met de vakken scheikunde en wiskunde. Hij voltooide zijn Ph.D. scheikunde in 1969 aan de Universiteit van Illinois te Urbana-Champaign. Daarna ging hij tot 1971 werken bij Caltech, alwaar hij plasmides en gen-expressie bestudeerde, en was vervolgens tot 1972 verbonden aan het Cold Spring Harbor Laboratory.
In 1974 kreeg hij een baan aangeboden bij het Massachusetts Institute of Technology (MIT). Van 1985 tot 1991 was hij directeur van MIT's Center for Cancer Research (het huidige Koch Institute for Integrative Cancer Research). Van 1991 tot 1999 was hij hoofd van het biologiedepartement. In 1999 werd hij Institute Professor. Van 2000 tot 2004 was hij tegelijkertijd directeur van het McGovern Institute for Brain Research.
Sharp was betrokken bij de oprichting van Biogen (nu onderdeel van Biogen Idec), Alnylam Pharmaceuticals en Magen Biosciences, en is lid van de raad van alle drie deze bedrijven.
In 1988 won hij zowel de Louisa Gross Horwitz Prize van de Columbia-universiteit als de Albert Lasker Basic Medical Research Award, beide samen met Thomas Cech. Verder mocht hij in 1980 de Dickson Prize in ontvangst nemen, de Benjamin Franklin Medal in 1999 en de National Medal of Science.
Sharp trouwde in 1964 met Ann Holcombe. Samen kregen ze drie dochters.

## Werk
Onafhankelijk van Roberts voerde de onderzoeksgroep onder leiding van Sharp onderzoek uit naar genexpressie bij adenovirussen. In 1977 ontdekten ze dat genen in eukaryote organismen, hogere organismen waarvan de cellen minstens een celkern hebben, geen doorlopende strengen DNA hebben, maar zogenaamde "introns" bevatten. Deze introns zijn stukjes DNA die zich in een gen bevinden maar niet wordt gebruikt om proteïnen te coderen. Dit in tegenstelling tot "exons", delen van het gen die wel in het uiteindelijk mRNA terechtkomen. Later ontdekte hij dat het splicen van mRNA, om deze introns te verwijderen, op meerdere manieren kan plaatsvinden waarbij verschillende eiwitten kunnen worden verkregen uit hetzelfde stuk coderend DNA.